# Châu Cầu
Châu Cầu là một phường thuộc thành phố Phủ Lý, tỉnh Hà Nam, Việt Nam.

## Địa lý
Phường Châu Cầu có diện tích 1,42 km², dân số năm 2023 là 41.910 người, mật độ dân số đạt 29.514 người/km².

## Lịch sử
Ngày 14 tháng 11 năm 2024, Ủy ban Thường vụ Quốc hội ban hành Nghị quyết số 1288/NQ-UBTVQH15 về việc sắp xếp đơn vị hành chính cấp huyện, cấp xã của tỉnh Hà Nam giai đoạn 2023 – 2025 (nghị quyết có hiệu lực từ ngày 1 tháng 1 năm 2025). Theo đó, thành lập phường Châu Cầu trên cơ sở toàn bộ 0,36 km² diện tích tự nhiên, quy mô dân số là 12.439 người của phường Minh Khai; toàn bộ 0,30 km² diện tích tự nhiên, quy mô dân số là 7.043 người của phường Lương Khánh Thiện; toàn bộ 0,58 km² diện tích tự nhiên, quy mô dân số là 10.784 người của phường Hai Bà Trưng và toàn bộ 0,19 km² diện tích tự nhiên, quy mô dân số là 11.644 người của phường Trần Hưng Đạo.
Phường Châu Cầu có 1,42 km² diện tích tự nhiên và quy mô dân số là 41.910 người.